# U.S. Route 5
U.S. Route 5 (också kallad U.S Highway 5 eller med förkortningen  US 5) är en amerikansk landsväg. Den går ifrån New Haven i Connecticut i söder till Stanstead i Québec i norr och sträcker sig över 483 km. US 5 passerar genom New England-delstaterna Connecticut, Massachusetts, och Vermont. Vägen passerar igenom de större städerna New Haven, Hartford och Springfield. Norr om Hartford följer vägen Connecticutfloden.